# Reina Claudia de Oullins
Reina Claudia de Oullins sinónimo: Reine-Claude d'Oullins es una variedad cultivar de ciruelo (Prunus domestica), de las denominadas ciruelas europeas,
una variedad de ciruela oriunda de la zona francesa de la región de Lyon, fue descubierto, y difundido, por Monsieur Massot, en Oullins en el siglo  XIX. 
Las frutas tienen un tamaño grande a muy grande con el color de piel amarillo canario con tintes rosados en su madurez, y pulpa de color amarillo verdoso, es semifina, semitierna, dulce y fragante.

## Sinonimia
- "Reine-Claude d'Oullins",
- "Plum Oullins Gage",
- "Queen Claude Golden".

## Historia
El área de origen de los ciruelos "Reina Claudia" sería Siria, y en el momento de la hegemonía romana sobre la región, se introdujeron en Roma varias frutas locales, incluida la ciruela.
El nombre de Reina Claudia es en honor de Claudia de Francia (1499–1524), duquesa de Bretaña, futura reina consorte de Francisco I de Francia (1494–1547). En Francia le decían la bonne reine.
'Reina Claudia de Oullins' variedad de ciruela cuyos orígenes se localizan en la zona francesa de la región de Lyon. Fue descubierto, y difundido, por Monsieur Massot, en Oullins en el siglo  XIX.
'Reina Claudia de Oullins' está cultivada en el banco de germoplasma de cultivos vivos de la Estación experimental Aula Dei de Zaragoza.

## Características
'Reina Claudia de Oullins' árbol de porte extenso, vigoroso, erguido, muy fértil y resistente. Las flores deben aclararse mucho para que los frutos alcancen un calibre más grueso. Tiene un tiempo de floración que comienza a partir del 16 de abril con el 10% de floración, para el 20 de abril tiene una floración completa (80%), y para el 29 de abril tiene un 90% de caída de pétalos.
'Reina Claudia de Oullins' tiene una talla de tamaño grande a muy grande, de forma redondeada o elíptico-redondeada, a veces algo achatada en los polos, ligeramente asimétrica, con la sutura poco marcada, línea incolora, como transparente, situada en depresión ligera, más acentuada junto a la cavidad del pedúnculo;epidermis tiene una piel poco pruinosa, no se aprecia pubescencia, presentando un color verde amarillento o amarillo ámbar, con placas cobrizas y a veces salpicaduras en forma de motas de color carmín vivo, con punteado abundante, pequeño o mediano, blanquecino, con aureola verdosa poco perceptible;pulpa de color amarillo verdosa o ambarina, transparente, con textura medio firme o semi pastosa, jugosa, y el sabor medianamente dulce.
Hueso semi-libre, de un tamaño grande o medio, oval, poco rugoso, excepto en la zona ventral.
Su tiempo de recogida de cosecha se inicia en su maduración en la tercera decena de julio a agosto.

## Progenie
'Reina Claudia de Oullins' ha dado lugar a una nueva variedad de ciruela el desporte denominado 'Reina Claudia Van Schouwen'.

## Usos
La ciruela 'Reina Claudia de Oullins' se comen crudas de fruta fresca en mesa, en macedonias de frutas, pero también en postres, repostería, como acompañamiento de carnes y platos. Se transforma en mermeladas, almíbar de frutas, compotas. También se elabora en aguardiente de ciruela.

## Cultivo
Autofértil, es una muy buena variedad polinizadora de todos los demás ciruelos dorados de Reina Claudia. Es resistente a la monilia, sus frutos no caen en la madurez, lo que las hace adecuadas su cultivo en zonas ventosas.